# Moline (Illinois)
Moline è una città degli Stati Uniti d'America, situata nella Contea di Rock Island, nello Stato dell'Illinois.